# Sankt Lambrecht
Sankt Lambrecht est une commune autrichienne du district de Murau en Styrie.